# Ramona Roth
Ramona Roth (7 de marzo de 1977) es una deportista alemana que compitió en esquí de fondo. Ganó una medalla de bronce en el Campeonato Mundial de Esquí Nórdico de 1999, en la prueba de relevo.

## Palmarés internacional
| Campeonato Mundial | Campeonato Mundial | Campeonato Mundial | Campeonato Mundial |
| Año                | Lugar              | Medalla            | Prueba             |
| ------------------ | ------------------ | ------------------ | ------------------ |
| 1999               | Ramsau (Austria)   | Medalla de bronce  | Relevo 4 × 5 km    |